# Medasina leukohyperythra
Medasina leukohyperythra là một loài bướm đêm trong họ Geometridae.